# Ceneda
Ceneda is een plaats (frazione) in de Italiaanse gemeente Vittorio Veneto.

## Geboren
- Lorenzo da Ponte